# NGC 2790
NGC 2790 is een spiraalvormig sterrenstelsel in het sterrenbeeld Kreeft. Het hemelobject werd op 17 februari 1865 ontdekt door de Duitse astronoom Albert Marth.

## Synoniemen
- MCG 3-24-16
- IRAS09122+1954
- MK 1228
- ARAK 198
- ZWG 91.34
- NPM1G +19.0206
- PGC 26092